# Alethea Miranda
Alethea Miranda (Goiás, 12 de março de 1976) é uma atriz e diretora brasileira.

## Biografia
Começou sua carreira na minissérie Capitães de Areia, na Rede Bandeirantes em 1989, no ano seguinte participou da minissérie Riacho Doce, de Aguinaldo Silva e Ana Maria Moretzsohn, onde interpretou a espevitada Elvira. Em 1993 fez parte do elenco do longa americano Kickboxer 3: The Art of War, fez participações em várias novelas, seu trabalho mais recente foi no longa O Filme dos Espíritos que estreou em 2011.

## Televisão
- 1989 — Capitães da Areia — Dora
- 1990 — Riacho Doce — Elvira
- 2002 — A Padroeira — Participação
- 2004 — Canavial de Paixões — Participação
- 2006 — Cristal — Participação especial
- 2006 — Belíssima — Participação

## Cinema
- 1993 — Kickboxer 3: The Art of War — Isabella — Longa-Metragem Americano
- 2007 — Goela Adentro — Curta-Metragem - Direção Valter Lagoa
- 2007 — Espelho Partido — Curta-Metragem - Realização Alethea Miranda / Artur Louback / Ana Paula Teixeira
- 2008 — Buraco — Curta-Metragem - Direção Michel Dubret e Valter Lagoa
- 2008 — Ruído — Curta-Metragem - Realização Ana Paula / Alethea Miranda / Thaís Lefcadito
- 2008 — Domingo — Curta-Metragem - Direção Fátima Toledo
- 2009 — Além da Janela — Curta-Metragem - Direção Michel Dubret
- 2011 — O Filme dos Espíritos — Marina - Longa-Metragem
- 2013 — Peça por Favor — Longa-Metragem

## Teatro
- 1999 — "Problemas Felizes" — Direção de Cláudio Cavalcanti
- 1992–1993 — "A Verdadeira História de Chapéuzinho Vermelho" — Direção de Ewerton de Castro
- 1994–1996 — "Zero de Conduta" — Direção de Pedro Vasconcelos
- 1995 — "Se Você me Ama" — Direção de Francis Mayer

## Premiações
Recebeu Prêmio de Melhor Atriz no curta-metragem "Ruído" pela Academia Internacional de Cinema (AIC)  e também o de Atriz Coadjuvante no Festival Mundo Maior de Cinema, pelo curta-metragem Além da "Janela", em 2010.